# Rue d'Arsonval
La rue d'Arsonval est une voie du 15e arrondissement de Paris, en France.

## Situation et accès
La rue d'Arsonval est une voie publique située dans le 15e arrondissement de Paris. Elle débute au 63, rue Falguière et se termine au 8, rue de l'Armorique.

## Origine du nom
Elle porte le nom d'Arsène d'Arsonval (1851-1940), physicien et médecin français, membre de l'Académie des sciences et de l'Académie de médecine.

## Historique
Cette voie est ouverte en 1878, juste derrière l'ancien mur des Fermiers généraux, dont la destruction a favorisé l'urbanisation et le développement du quartier, notamment l'activité de fret ferroviaire de la gare aux marchandises toute proche, sous le nom de « rue Beloni », puis « rue Belloni » nom du propriétaire des terrains.

Au début du XXe siècle, lors de l'âge d'or de Montparnasse, plusieurs artistes eurent leur atelier dans la « rue Belloni ».
Elle prend sa dénomination actuelle par arrêté en date du 8 juin 1946.

## Bâtiments remarquables et lieux de mémoire
- No 7 : les sculpteurs Otto Gutfreund et Francis La Monaca y sous-louèrent un atelier entre le 5 novembre 1909 et 1913. En février ou mars 1925, un autre sculpteur, Otto Freundlich, s'y installa. En 1912, le sculpteur Emmanuel Guérin y réside[3]. Le peintre Horace Colmaire y est domicilié de 1912 à 1916, tandis qu'il combat sur le front. Les peintres Victor Dupont et Yoshio Aoyama demeurèrent également à cette adresse dans les années 1920[4],[5]. À partir de 1920, le peintre Adolphe Milich et sa femme Carla vivaient et tenaient un atelier au no 4[6].